# Sedlare (Lipljan)
Pour les articles homonymes, voir Sedlare.

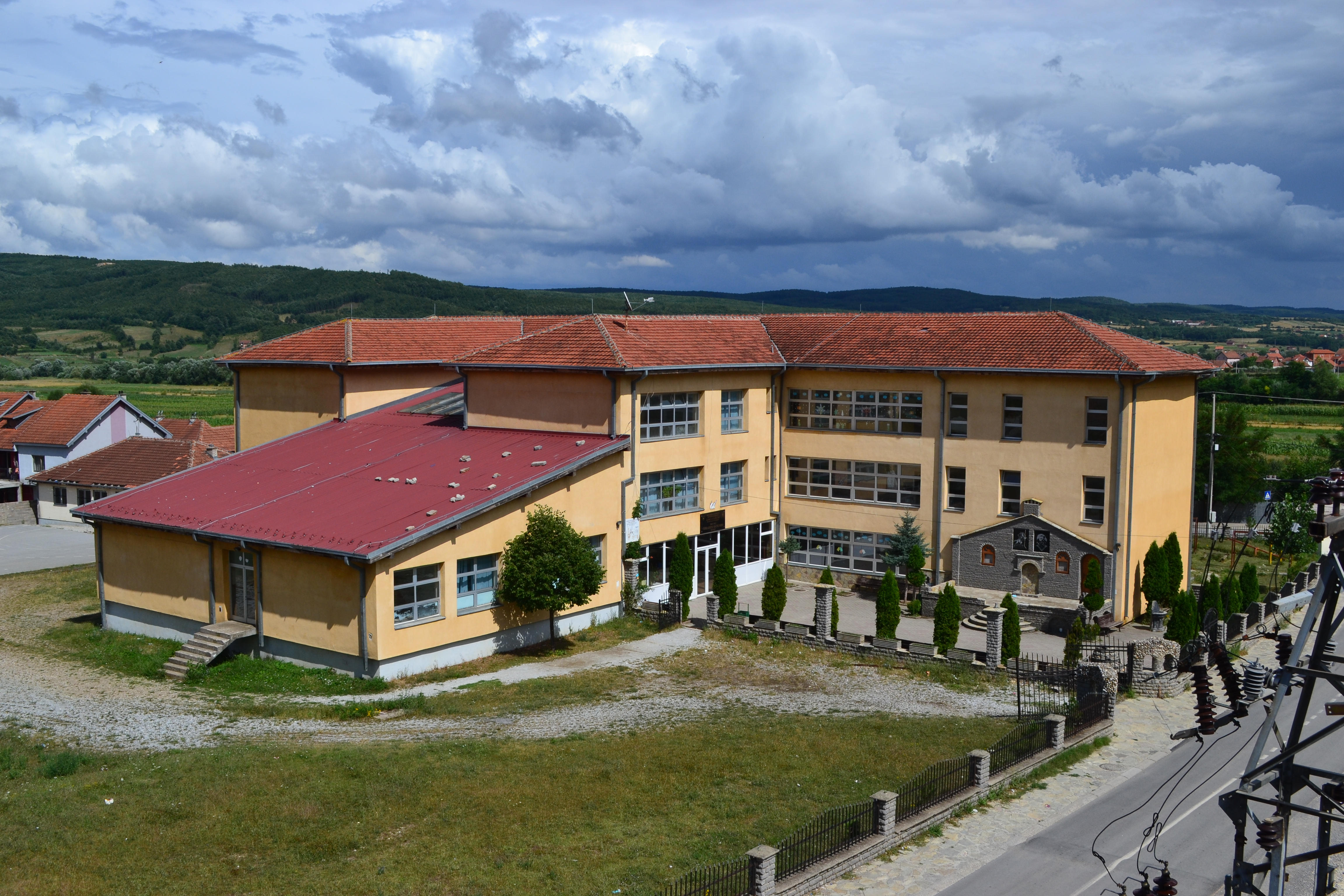
L'école primaire de Shalë/Sedlare.

Shalë en albanais et Sedlare en serbe latin (en serbe cyrillique : Седларе) est une localité du Kosovo située dans la commune/municipalité de Lipjan/Lipljan, district de Pristina (Kosovo) ou district de Kosovo (Serbie). Selon le recensement kosovar de 2011, elle compte 2 517 habitants, tous albanais.

## Histoire
La mosquée du village, construite au XVIIIe siècle, est mentionnée par l'Académie serbe des sciences et des arts et est inscrite sur la liste des monuments culturels du Kosovo.

## Démographie

### Évolution historique de la population dans la localité
| 1948 | 1953 | 1961 | 1971  | 1981  | 1991  | 2011  |
| ---- | ---- | ---- | ----- | ----- | ----- | ----- |
| 733  | 820  | 972  | 1 245 | 1 735 | 2 294 | 2 517 |

|  |